# Урла
Урла (на турски: Urla; на гръцки: Βρύουλα, Вриула или Βούρλα, Вурла) е град в Западна Турция, вилает Измир. Намира се на 35 km югозападно от град Измир. Население 36 759 жители (2000). В близост до Урла в Античността се е намирал йонийският полис Клазомена.

## Култура
В Урла е снимана и по-голямата част от турския сериал „Мечтатели“.

## Личности, свързани с Урла
- Георгиос Сеферис (1900 – 1971), гръцки поет
- Неджати Джумалъ (1921 – 2001), турски писател, живял в Урла